# 竹永村
竹永村（たけながむら）は三重県三重郡にあった村。現在の菰野町大字永井・竹成にあたる。

## 地理
- 河川：朝明川

## 歴史
- 1889年（明治22年）4月1日 - 町村制の施行により、朝明郡永井村・竹成村の区域をもって発足。
- 1896年（明治29年）4月1日 - 所属郡が三重郡に変更。
- 1956年（昭和31年）9月30日 - 菰野町・鵜川原村と合併し、改めて菰野町が発足。同日竹永村廃止。